# 第3回東京優駿大競走
第3回東京優駿大競走（だい3かいとうきょうゆうしゅんだいきょうそう）は、1934年4月22日に東京競馬場で施行された競馬競走である。東京競馬場の移転の結果、府中における最初の日本ダービーとなった。本命馬ミラクルユートピア不在のなか、大久保亀治騎手のフレーモアが3戦無敗で優勝。尾形景造調教師の管理馬が上位3頭を独占した。

## レース施行時の状況
まず第2回東京優駿大競走の2着馬メリーユートピアの弟にあたるミラクルユートピアが、好タイムでの2連勝に続いて、前年のダービー馬カブトヤマとの戦いとなった帝室御賞典をもレコードで制し、ダービーの最有力候補に挙げられた。ミラクルユートピアを恐れた他馬の陣営により、出馬登録頭数は11頭に留まった。しかし、ミラクルユートピアは右前肢の捻挫脱臼によりこれの出走を取消。これを受けて2連勝中のシアンモア系のフレーモアが浮上し、1番人気に押し上げられた。2番人気にはテーモアが続いた。
1933年11月に東京競馬場が目黒から府中に移ったため、本競走が府中の東京競馬場で施行された最初の東京優駿となった。また、馬番と枠番との独立性が撤廃され、馬番通りの枠順で施行されることとなった。

## 出走馬と枠順
- 1934年4月22日
- 天気：晴、馬場状態：不良

| 馬番 | 人気 | 競走馬名           | 性齢 | 騎手       | 調教師     |
| ---- | ---- | ------------------ | ---- | ---------- | ---------- |
| 1    | 9    | ヤングパレード     | 牡3  | 井川為男   | 布施季三   |
| 2    | 2    | テーモア           | 牝3  | 伊藤正四郎 | 尾形景造   |
| 3    | 5    | ユキイエ           | 牝3  | 伊藤勝吉   | 伊藤勝吉   |
| 4    | 4    | アンヨウ           | 牡3  | 稲葉秀男   | 東原玉造   |
| 5    | 8    | ヤヘヒカリ         | 牝3  | 山倉清一   | 尾形景造   |
| 6    | 6    | アキユーメン       | 牝3  | 中村広     | 布施季三   |
| 7    | 3    | デンコウ           | 牡3  | 二本柳勇   | 尾形景造   |
| 8    | 取消 | ミラクルユートピア | 牡3  | 中村一雄   | 中村一雄   |
| 9    | 10   | アトランタ         | 牝3  | 赤石孔     | 赤石孔     |
| 10   | 7    | パースプライ       | 牡3  | 徳田伊三郎 | 小山内重蔵 |
| 11   | 1    | フレーモア         | 牡3  | 大久保亀治 | 尾形景造   |

出典：

## 当日の競馬場模様
当日の天気は晴天であったが、前日の雨の影響により不良馬場での施行となった。

## 競走結果
発馬からまもなくフレーモアが先頭に立ち、マイペースの逃げを打った。フレーモアの脚色は最後まで衰えず、テーモアの追撃を振りきって優勝した。無敗での東京優駿勝利は初。フレーモアは土田荘助の自家生産馬で、これが個人牧場およびオーナーブリーダーによる最初の東京優駿勝利である。また、尾形景造調教師の管理馬は上位3頭を独占する結果となった。

### 競走着順
| 着順 | 競走馬名           | タイム      | 着差  |
| ---- | ------------------ | ----------- | ----- |
| 1    | フレーモア         | 2分45秒+0⁄5 | 2+1⁄2 |
| 2    | テーモア           |             | 大    |
| 3    | デンコウ           |             |       |
| 4    | アンヨウ           |             |       |
| 5    | ユキイエ           |             |       |
| 6    | ヤングパレード     |             |       |
| 7    | ヤヘヒカリ         |             |       |
| 8    | アキユーメン       |             |       |
| 9    | アトランタ         |             |       |
| 10   | パースプライ       |             |       |
| 取消 | ミラクルユートピア |             |       |

出典：

## 影響
同1934年の中山競馬倶楽部は、東京競馬場のダービーの人気に対抗して中山大障害競走を創設した。